# Tour de Francia 1947
El 34.º Tour de Francia se disputó entre el 25 de junio y el 20 de julio de 1947 con un recorrido de 4.640 km, dividido en 21 etapas.
Participaron 100 ciclistas repartidos en 10 equipos de 10 corredores, de los que solo llegaron a París 53 ciclistas sin que ningún equipo lograra finalizar la prueba con todos sus integrantes.
Primer Tour tras la Segunda Guerra Mundial, contó con 5 días de descanso
El vencedor, Jean Robic que no sería líder en toda la competición, cubrió la prueba a una velocidad media de 31,412 km/h.

## Equipos
| Dorsales | Cod.    | Equipo                                |
| -------- | ------- | ------------------------------------- |
| 1-10     | BEL     | Bélgica                               |
| 11-20    | NLD/EdF | Países Bajos / Extranjeros de Francia |
| 21-30    | ITA     | Italia                                |
| 31-40    | LUX/SUI | Luxemburgo / Suiza                    |
| 41-50    | FRA     | Francia                               |
| 51-60    | IDF     | Île-de-France                         |
| 61-70    | OUE     | Ouest                                 |
| 71-80    | SOV     | Nord Est                              |
| 81-90    | CSO     | Centro Sud-Ouest                      |
| 91-100   | SES     | Sud-est                               |

## Etapas
| Etapa | Fecha     | Recorrido                   | Distancia (km) | Ganador             | Líder            |
| ----- | --------- | --------------------------- | -------------- | ------------------- | ---------------- |
| 1.ª   | 25 de jun | París-Lille                 | 236            | Ferdi Kubler        | Ferdi Kubler     |
| 2.ª   | 26 de jun | Lille- Bruselas             | 182            | René Vietto         | René Vietto      |
| 3.ª   | 27 de jun | Bruselas - Luxemburgo       | 314            | Aldo Ronconi        | René Vietto      |
| 4.ª   | 28 de jun | Luxemburgo -Estrasburgo     | 223            | Jean Robic          | René Vietto      |
| 5.ª   | 29 de jun | Estrasburgo-Besanzón        | 248            | Ferdi Kubler        | René Vietto      |
| 6.ª   | 1 de jul  | Besanzón-Lyon               | 249            | Lucien Teisseire    | René Vietto      |
| 7.ª   | 2 de jul  | Lyon-Grenoble               | 172            | Jean Robic          | Aldo Ronconi     |
| 8.ª   | 3 de jul  | Grenoble-Briançon           | 185            | Fermo Camellini     | Aldo Ronconi     |
| 9.ª   | 5 de jul  | Briançon-Digne-les-Bains    | 217            | René Vietto         | René Vietto      |
| 10.ª  | 6 de jul  | Digne-les-Bains-Niza        | 255            | Fermo Camellini     | René Vietto      |
| 11.ª  | 8 de jul  | Niza-Marsella               | 230            | Edouard Fachleitner | René Vietto      |
| 12.ª  | 9 de jul  | Marsella-Montpellier        | 165            | Henri Massal        | René Vietto      |
| 13.ª  | 10 de jul | Montpellier-Carcasona       | 172            | Lucien Teisseire    | René Vietto      |
| 14.ª  | 11 de jul | Carcasona-Luchon            | 253            | Albert Bourlon      | René Vietto      |
| 15.ª  | 13 de jul | Luchon-Pau                  | 195            | Jean Robic          | René Vietto      |
| 16.ª  | 14 de jul | Pau-Burdeos                 | 195            | Giuseppe Tacca      | René Vietto      |
| 17.ª  | 15 de jul | Burdeos-Les Sables d'Olonne | 272            | Eloi Tassin         | René Vietto      |
| 18.ª  | 16 de jul | Les Sables d'Olonne-Vannes  | 236            | Pietro Tarchini     | René Vietto      |
| 19.ª  | 18 de jul | Vannes-Saint-Brieuc         | 139 (CR)       | Raymond Impanis     | Pierre Brambilla |
| 20.ª  | 19 de jul | Saint-Brieuc-Caen           | 235            | Maurice Diot        | Pierre Brambilla |
| 21.ª  | 20 de jul | Caen-París                  | 257            | Albéric Schotte     | Jean Robic       |

 CR = Contrarreloj individual

## Clasificaciones

### Clasificación general
| Clasificación general |                     |                                     |                   |
| Ciclista              | Ciclista            | Equipo                              | Tiempo            |
| --------------------- | ------------------- | ----------------------------------- | ----------------- |
| 1.º                   | Jean Robic          | Ouest                               | 148 h 11 min 25 s |
| 2.º                   | Édouard Fachleitner | Francia                             | + 3 min 58 s      |
| 3.º                   | Pierre Brambilla    | Italia                              | + 10 min 07 s     |
| 4.º                   | Aldo Ronconi        | Italia                              | + 11 min 00 s     |
| 5.º                   | René Vietto         | Francia                             | + 15 min 23 s     |
| 6.º                   | Raymond Impanis     | Bélgica                             | + 18 min 14 s     |
| 7.º                   | Fermo Camellini     | Países Bajos/Extranjeros de Francia | + 24 min 08 s     |
| 8.º                   | Giordano Cottur     | Italia                              | + 1 h 06 min 03 s |
| 9.º                   | Jean-Marie Goasmat  | Ouest                               | + 1 h 16 min 03 s |
| 10.º                  | Apo Lazaridès       | Sud-est                             | + 1 h 18 min 44 s |

### Clasificación de la montaña
| Clasificación de la montaña |                  |         |        |
| Ciclista                    | Ciclista         | Equipo  | Puntos |
| --------------------------- | ---------------- | ------- | ------ |
| 1.º                         | Pierre Brambilla | Italia  | 98     |
| 2.º                         | Apo Lazaridès    | Sud-Est | 89     |
| 3.º                         | Jean Robic       | Ouest   | 70     |

### Clasificación por equipos
| Clasificación por equipos |                  |                   |
| Equipo                    | Equipo           | Tiempo            |
| ------------------------- | ---------------- | ----------------- |
| 1.º                       | Italia           | 446 h 01 min 25 s |
| 2.º                       | Francia          | + 23 min 57 s     |
| 3.º                       | Ouest            | + 1 h 33 min 48 s |
| 4.º                       | Bélgica          | + 4 h 04 min 17 s |
| 5.º                       | Sud-Est          | + 5 h 10 min 44 s |
| 6.º                       | Suiza-Luxemburgo | + 5 h 22 min 22 s |